# بخش ناگدا
بخش ناگدا (به انگلیسی: Nagda district) یک منطقهٔ مسکونی در هند است که در Ujjain division واقع شده‌است.